# Tantrasara
Tantrasara (dosłownie „esencja tantr”) – zwięzłe kompendium filozofii tantrycznej autorstwa Abhinawagupty, uważane za streszczenie Tantraloki, jego znacznie obszerniejszego dzieła poświęconego tej tematyce.